# Satellite (chanson de POD)
Pour les articles homonymes, voir Satellite.
Singles de POD
Boom
(2002) Sleeping Awake
(2003)
Pistes de Satellite
Celestial Ridiculous

Satellite est le dernier single issue de l'album de POD Satellite. Il est sorti en 2002.
Le clip est composé de séquences issues d'un live à Cornerstone et de séquences qui montre le groupe jouant le morceau dans une forêt.
Le titre Satellite est aussi présent sur la bande son du disque Osmosis Jones sampler (bonus inclus avec certaines versions DVD du film Osmosis Jones).

## Liste des pistes
1. Satellite
2. Critic
3. Youth Of The Nation(Mike$ki remix)